# Charles Palmer-Buckle
Pour les articles homonymes, voir Palmer et Buckle.
Charles Gabriel Palmer-Buckle, né le 15 juin 1950, est un archevêque ghanéen, archevêque de Cape Coast depuis 2018 après avoir été archevêque d'Accra pendant 13 ans.